# مثلث أسود
مثلث أسود هي شارة استُخدمت في معسكرات الاعتقال النازية لتمييز المعاقبين جماعيا بسبب مثليتهم الجنسية أو بسبب النسوية أو حتى الافتخار بالمثلية والتضامن معهم، على اعتبار أن معسكرات الاعتقال النازية ضمت وشملت حتى السحاقيات في فئة العقاب الجامعي.
في الآونة الأخيرة تم اعتماد الرمز من قبل أشخاص وهيئات في المملكة المتحدة وذلك قصد زيادة الضغط على باقي المؤسسات من أجل الاستماع لمطالبهم ومحاولة تنفيذها.

## الاستخدام النازي
تم استعمال الرمز لأول مرة في معسكرات الاعتقال النازية، حيث كان لزاما على كل سجين ارتداء شارة لها لون معين وكل لون يرمز لسبب الاعتقال أو الجريمة التي ارتُكبت وتسببت في اعتقاله.
كانت السلطات النازية تُجبر من تصفهم بالغير اجتماعيين على ارتداء عصابة تحمل مثلثا أسوء؛ والغير اجتماعيين بالنسبة لألمانيا النازية هم (أو هن) المعاقين من ناحية النمو أو المرضى عقليا، كما تم إدراج المشردين على القائمة، وكذلك السكارى وشاربي المشروبات الكحولية ثم المومسات بما في ذلك اللائي يمتهن الدعارة أو الرئي يُمارسن الجنس خارج إطار الزواج.

## استخدام الرمز من طرف السحاقيات
بدأت مثليات في كل من ألمانيا والولايات المتحدة باستخدام المثلث الأسود كعلامة على الرمز والافتخار في بداية ثمانينيات القرن الماضي، ثم انتشر استخدامه على نطاق أوسع من هناك. ويعتبر نظيرا ومقابلا للمثلث الوردي.

### الجدل

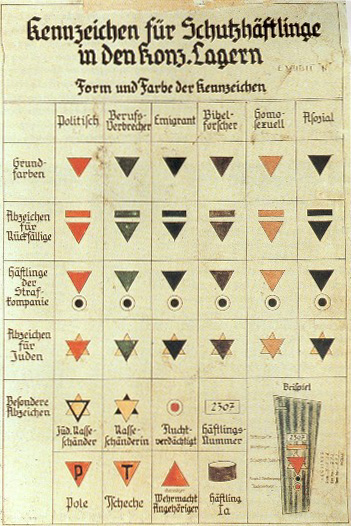
استخدام المثلث الأسود في سياق نظام العلامات على السجناء في معسكرات الاعتقال الألمانية

تم الطعن في قرار استخدام الرمز الأسود لتمييز المثليين داخل سجون ألمانيا النازية وذلك باعتبار أن المثلية الجنس لم تكن قضية جنائية حينها بموجب الفقرة 175 من التشريعات النازية الخاصة بالسلوك الجنسي.
ليس هناك أي سجل أو دليل ملموس على أن سلطات ألمانيا النازية كانت تُرغم المثليين جنسيا على ارتداء الشارة السوداء داخل معسكرات الاعتقال. إلا أن أرشيف موقع النصب التذكاري في رافانسبروك (Ravensbrück) لديه أدلة على أربع نساء تعرضوا لهذه الممارسة العنصرية مع ملاحظة أنهن مثليات: اثنان منهن تعرضن للاضطهاد لأسباب سياسية (كانتا يهوديات)؛ أما السجينة الثالثة فقد أُرغمت على ارتداء المثلث السوداء بسبب علاقة جنسية لها مع امرأة أخرى وهي غير يهودية؛ أما مصير وسبب سجن الرابعة فهو مجهول.

## استخدام الرمز من بعض المنظمات
اعتمدت بعض الجماعات المعنية بحقوق الأشخاص ذوي الإعاقة الرمز الأسود في حملاتها في المملكة المتحدة وذلك من أجل إثارة انتباه المجتمع الدولي لهذه الفئة التي يرون أنها تُعاني في السر؛ وطالبت تلك الجمعيات بضرورة توفير تغطية صحفية وسياسات حكومية لفئة المعاقين بما في ذلك إعانتهم ومحاربة عجزهم ومحاولة البحق عنل حل لعلاج إعاقتهم بدل تصعيب المعيشة والزيادة في الأسعار وما إلى ذلك من الأمور التي تزيد من معاناتهم.